# 5495 Rumyantsev
5495 Rumyantsev (1972 RY3) là một tiểu hành tinh nằm phía ngoài của vành đai chính được phát hiện ngày 6 tháng 9 năm 1972 bởi L. V. Zhuravleva ở Nauchnyj.